# Nemška invazija na Nizozemsko
Nemška invazija na Nizozemsko je bila vojaška kampanja med drugo svetovno vojno. Bitka se je začela 10. maja 1940 z nemškim napadom na Nizozemsko, končala pa se je 14. maja po predaji glavnih nizozemskih sil. Nizozemske enote so se v eni od provinc še naprej upirale Wehrmachtu vse do 17. maja, ko je Nacistična Nemčija popolnoma okupirala celotno državo.
Med invazijo na Nizozemsko so v zraku nad državo nemška letala spustila več vojaških padalcev, da bi zasedli taktične točke in pomagali pri napredovanju kopenskih enot. Nemška Luftwaffe je uporabila padalce pri zavzetju več letališč v bližini Rotterdama in Haaga, kar je pomagalo hitro zavzeti državo in onesposobiti nizozemske sile. 
Po uničujočem bombardiranju Rotterdama s strani Luftwaffe 14. maja so Nemci zagrozili z bombardiranjem drugih nizozemskih mest, če se nizozemske sile ne bi hotele predati. Generalštab je vedel, da ne more ustaviti bombnikov, in je zato ukazal nizozemski vojski, da naj se nemudoma preda. Po okupaciji je Nizozemska ostala pod nemško okupacijo vse do konca aprila 1945, ko so jo osvobodile zavezniške sile. 

## Ozadje
Ker je nizozemska vlada skozi prvo svetovno vojno uspešno vodila politiko nevtralnosti, se je ob izbruhu druge svetovne vojne septembra 1939 odločila, da bo ponovno izvajala politiko nevtralnosti. Toda, ko so se Nemci 10. maja 1940 odločili začeti izvajati vojaške akcije na Zahodu Evrope, so se odločili zasesti Nizozemsko, da bi s tem nemška vojska lažje vdrla v Francijo in da bi iz letališča na Nizozemskem uporabili za vzlet bojnih letal za bitko za Britanijo.

## Spopad
Nizozemci so invazijo pričakovali, saj jih je nanjo opozoril nemški general Hans Oster. Napad se je začel 10. maja 1940 pozno zjutraj. Istočasno je nemška vlada poslala nizozemski vladi obvestilo, v kateri je razglasila začetek vojaških operacij na ozemlju Nizozemske in pozvala, naj se nizozemske oblasti ne upirajo. V sporočilu je bilo navedeno, da je bil namen operacije preprečiti pričakovano invazijo Anglije in Francije, ki naj bi nameravali napasti Nemčijo prek ozemlja Nizozemske, Belgije in Luksemburga. V odgovor je nizozemska vlada izjavila, da čeprav vojna ni bila  uradno napovedana, nemška dejanja opravičujejo razglasitev vojnega stanja med državama. 
Takoj po napadu se je nizozemska vojska uprla sovražniku. 10. maja so nemška bojna letala nad Haggom spustila okoli 3000 padalcev. Ne le da niso uspeli doseči svojih ciljev, ampak se jih je bila polovica prisiljena vdati. Nemci so utrpeli tudi veliko večje izgube od pričakovanj glede bojnih letal. Drugi deli operacije so se izkazali za uspešnejše, vključno z bitko pri Rotterdamu, kjer so padalci zavzeli ključne mostove in jih zasedli, dokler se niso pridružili kopenskim silam (ali vsaj Nizozemcem preprečili, da bi jih zavzeli). Nemški načrti, da bi komandosi in čete pete divizije zavzeli druge mostove, so v večini primerov propadli. Kljub začetnim zamudam so nemške čete 12. in 13. maja dosegle velik uspeh v boju proti Nizozemcem od preostalih zavezniških sil, oklepne sile pa so nameravale uporabiti mostove, ki so jih zavzeli padalci v Rotterdamu. 12. maja se je začela bitka pri Afsluitdijku, ki je trajala vse do 14. maja. 13. maja sta nizozemska vlada in kraljeva družina zapustili državo in pobegnili z britanskim rušilcem v Anglijo. Vrhovni poveljnik nizozemskih sil general Henri Winkelman pa ni nameraval odnehati z bojevanjem, dokler razmere niso postale kritične. Šele bombardiranje Rotterdama 14. maja in grožnja zračnih napadov na druga mesta, ki jih Nizozemska ni mogla zaščiti, sta Nizozemece prepričala, da so sprejeli predajo. 
Edine nizozemske čete, ki se takrat niso nehale bojevati, so bile čete v provinci Zelandija, kjer so se upirale skupaj s francoskimi enotami. Vse te čete in enote so se predale ob 3.00 zjutraj 17. maja, Nemčija pa je nato okupirala celotno Nizozemsko.